# Black & White 2: Battle of the Gods
Battle of the Gods — дополнение для игры Black & White 2.

## Описание
В данном расширении восстает ацтекский злобный бог (очевидно переродившийся Немезис из 1 части), направляющий против игрока армии нежити. Игрок должен выступить против нового зла, пока оно не захватило землю.
Black & White 2: Battle of the Gods — пакет расширения к стратегии Black & White 2 от компании Lionhead, в котором игрок впервые выступает против вражеского бога. Расширение добавило ряд новых чудес, включая возможность возрождать мертвых граждан или превращать трупы в солдатов-нежить. Появились 2 дополнительных существа, хотя ни одно из них не является новым для серии. Это черепаха (представленная в первой игре Black & White) и тигр, представленный в коллекционном издании Black & White 2.
Сохраненных созданий можно импортировать из игры Black & White 2.

## Геймплей
Расширение содержит тот же геймплей, что и Black & White 2. Среди новых зданий — магазин кузнеца и госпиталь. Расширение добавляет 4 новых чуда:
Чудо лавы: из-под земли выплескивается лава и сжигает всё на своем пути.
Чудо жизни: позволяет воскрешать мертвых людей. Если это чудо метнуть по армии нежити, то, напротив, её представители уничтожатся. Кроме того, если чудо применить к складу, то всё в нём размножится.
Чудо смерти: предоставляет игроку временную армию из скелетов-воинов, пригодных для ближнего боя. Брошенное в населённую территорию, это чудо убивает всех в своем радиусе, превращая их в скелетов.
Чудо зелени: брошенное, это чудо производит животных либо из ниоткуда, либо из людей и армий, попавших в радиус действия чуда.
В данном расширении наличествует способ получения скелетов-поселенцев. Для этого необходимо разблокировать Чудо сирены. Когда сирена полностью заряжена, то производит армию скелетов.

## Сюжет
В кульминации Black & White 2 игрок побеждает нацию ацтеков, но оставляет множество из них живыми. Ведомые жаждой мести, те приносят в жертву своих мертвецов в серии ужасных ритуалов. В результате ритуалов рождается бог смерти, объединяющий ацтеков и обладающий, отныне, божественной силой и армией из нежити.
Первая земля
Игра начинается в первой земле, которую игрок не контролирует; выжившие ацтеки поклоняются мертвым в храме. Внезапно появляется вспышка фиолетового света, врываясь в храм; вспышка несёт бога нежити, и воскрешает падших солдат-ацтеков в качестве духов и скелетов. Этим завершается глава первой земли.
Вторая земля
Следующая «земля» — Япония из первой игры. Тем не менее, ацтекский бог стер местное население с территории и, после недавнего извержения вулкана, атаковал город, в котором прежде начинал игрок. Как бы ни было, в середине земли созданы новые греческие и японские поселения. Вместе с тем, люди поселений ушли. Возле столицы земли расположена тюрьма для людей. Игрок посылает существо для сокрушения стен темницы, тогда как злой бог пытается убить существо скалами и огненными шарами. Когда люди выходят из тюрьмы, злой бог пытается уничтожить их, скатывая с вершины холма гигантские камни, но его затея проваливается. Люди прибывают в поселение, и ацтекский бог начинает планировать вторжение. Здесь игрок должен захватить 4 поселения.
Третья земля
Третья земля — Скандинавия. Ацтекский бог захватил и поработил нордическую расу, а его существо принимает жертвы на алтаре. Игрок начинает с ограниченным количеством людей (только греками) и с 3 отдельными вратами. Необходимо построить и размножить людей, прежде чем продолжать игру. Северо-восток города — головоломка с римскими цифрами. Игрок должен разрешить головоломку, передвигая ползунки в пустые слоты. Когда игрок разгадывает головоломку, то вызывается видеозаставка с вражеским существом, которое отображается временно ошеломлённым, прекратившим свою деятельность. Это полезно, если существо пытается атаковать. Когда вражеское существо приносит в жертву 10 жителей, то появляются и катапультируются 2 взвода скелетов. Игрок должен защитить свои врата, уничтожив катапульту. Далее можно захватить или обратить в свою веру несколько городов, таким образом ослабив силу ацтекского бога. Однако, чем больше городов захвачено, тем больше посылается катапульт. После захвата всех небольших городов бог ацтеков становится бессильным и побежденным. Затем злой бог насмехается над игроком и заявляет, что первые 2 земли были лишь отвлечением внимания, а настоящая цель — Греция.
Четвёртая земля
Четвёртая земля — Греция из первой игры. Бог ацтеков построил плацдарменную столицу и 2 других города, окруживших единственный сохранившийся греческий город. Злой бог продолжает насмехаться над игроком и даже угрожает применить чудо урагана. Игрок должен защищать город от атак-чудес. Как и в предыдущей земле, Греция содержит головоломку, служащую для тех же целей.
Бонусная земля
На всех 3 игровых землях есть секретные статуи, скрывающие описание «кликни по мне». Когда игрок собирает все 3 статуи, то получает опцию игры на бонусной земле. Это скорее земля для выживания, а не для завоевания. Игрок начинает в городе в центре, отдельном от независимых греческих городов. Небольшие города не управляются игроком, даже несмотря на их принадлежность к греческой нации. Вместе с тем греческие города подвергаются атакам скелетов. Три собранные статуи обладают специальными силами: они предотвращают атаки вражеских армий посредством электрических атак. С новой землей появляется и новое существо — черепаха. Хотя черепаха и не появляется в качестве выбора в начале игры, но её нужно найти и обучить.

## Оценки
| Сводный рейтинг | Сводный рейтинг |
| Агрегатор       | Оценка          |
| --------------- | --------------- |
| GameRankings    | 70,42 %         |

Оценки критиков для игры были самые разнообразные; средняя оценка на сайте Metacritic — 69/100. Многие пожаловались на недостаток новшеств. Сайт IGN оценил игру 7.0/10, сайт Gamespot — на 7.2/10.